# Voo espacial privado

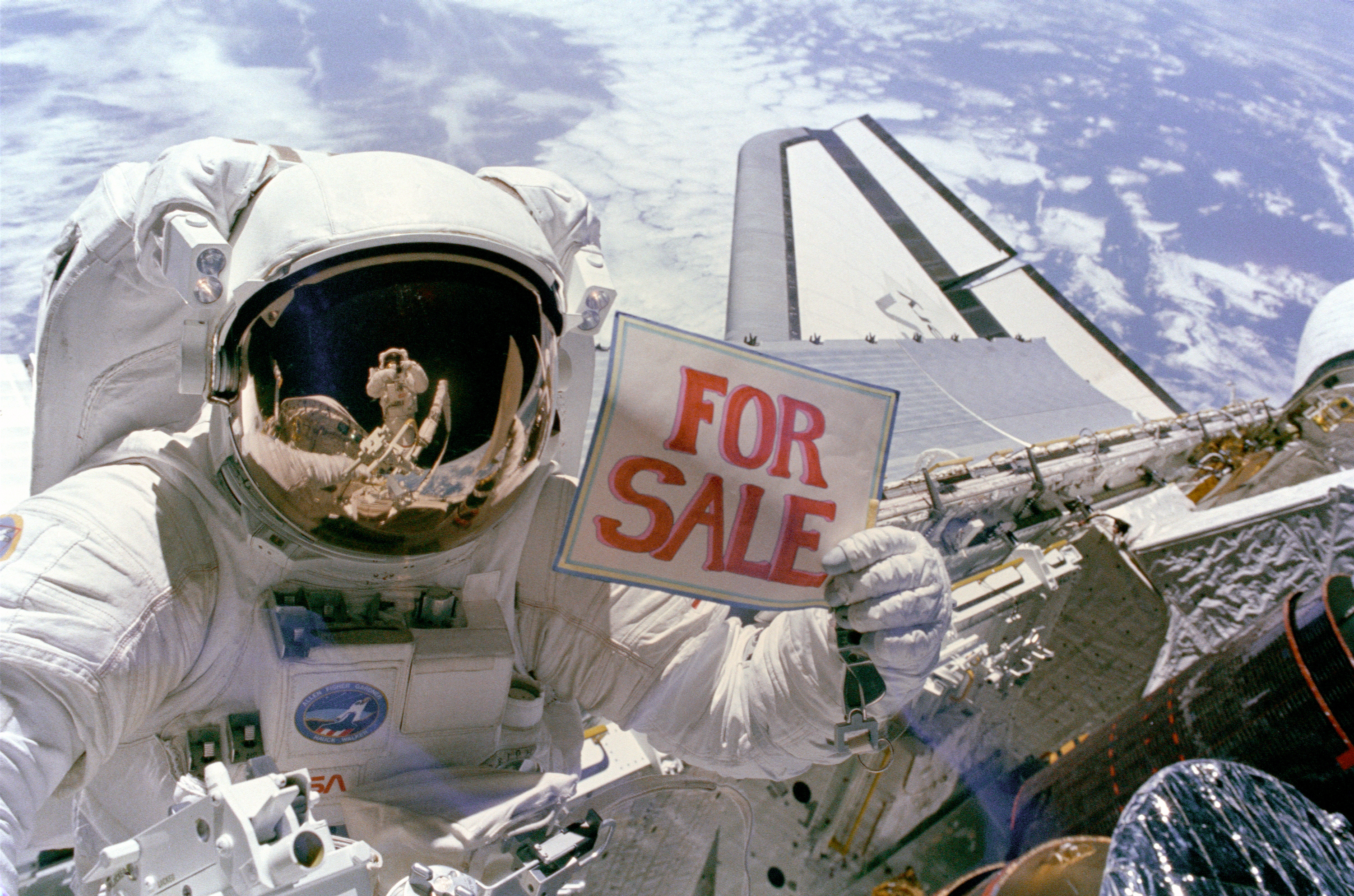
O astronauta Dale A. Gardner com um cartaz de "À venda".

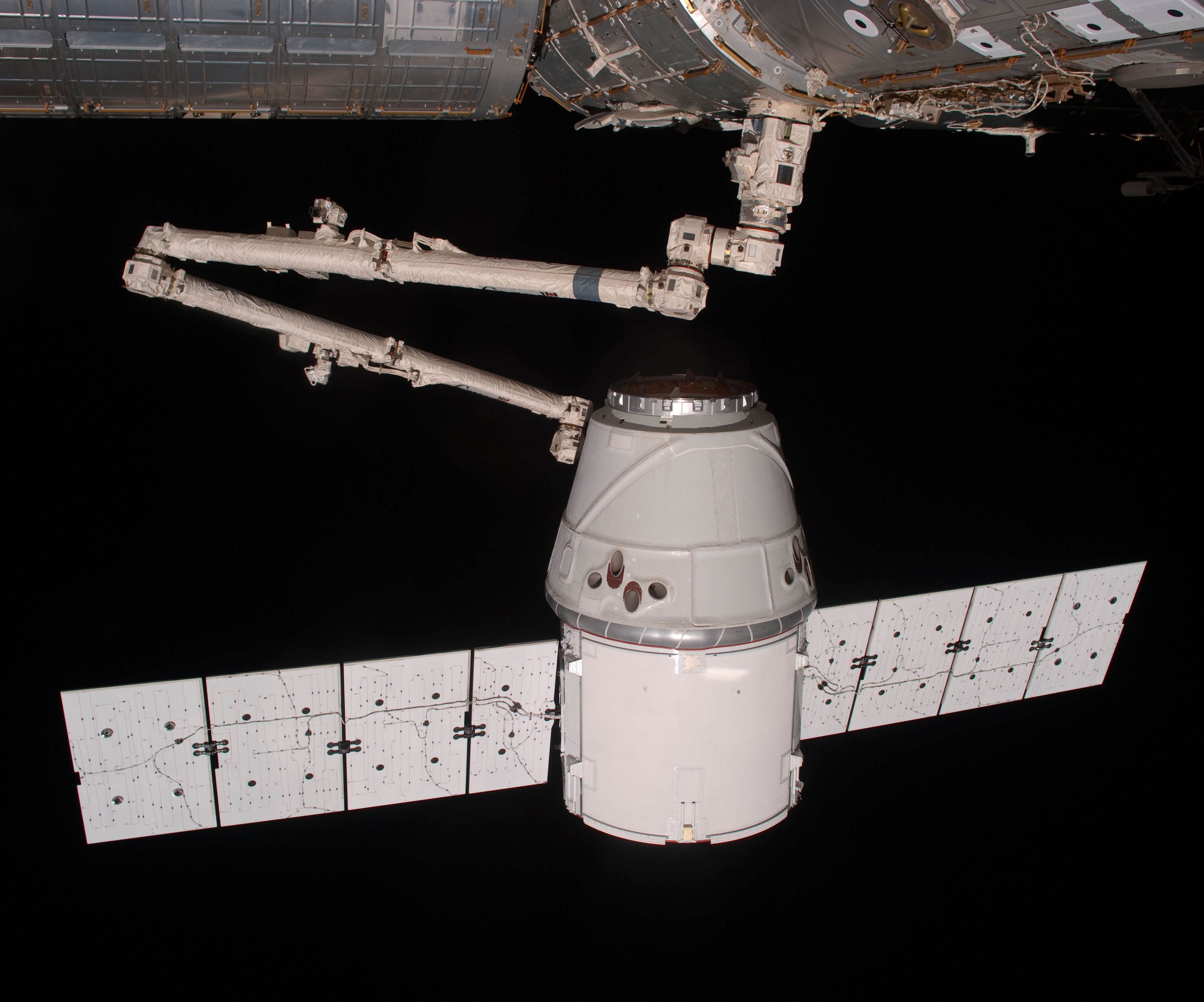
O SpaceX Dragon atracando com a ISS durante sua missão de demonstração final, em 25 de maio de 2012.

Um voo espacial privado, é o voo espacial ou o desenvolvimento de tecnologia de voo espacial conduzido e pago por uma entidade que não seja uma agência governamental.
Nas primeiras décadas da Era Espacial, as agências espaciais governamentais da União Soviética e dos Estados Unidos foram pioneiras na tecnologia espacial em colaboração com escritórios de design afiliados na URSS e empresas privadas nos EUA, financiando inteiramente o desenvolvimento de novas tecnologias de voo espacial e custos operacionais de voos espaciais. A Agência Espacial Européia foi formada em 1975, em grande parte seguindo o mesmo modelo de desenvolvimento de tecnologia espacial.

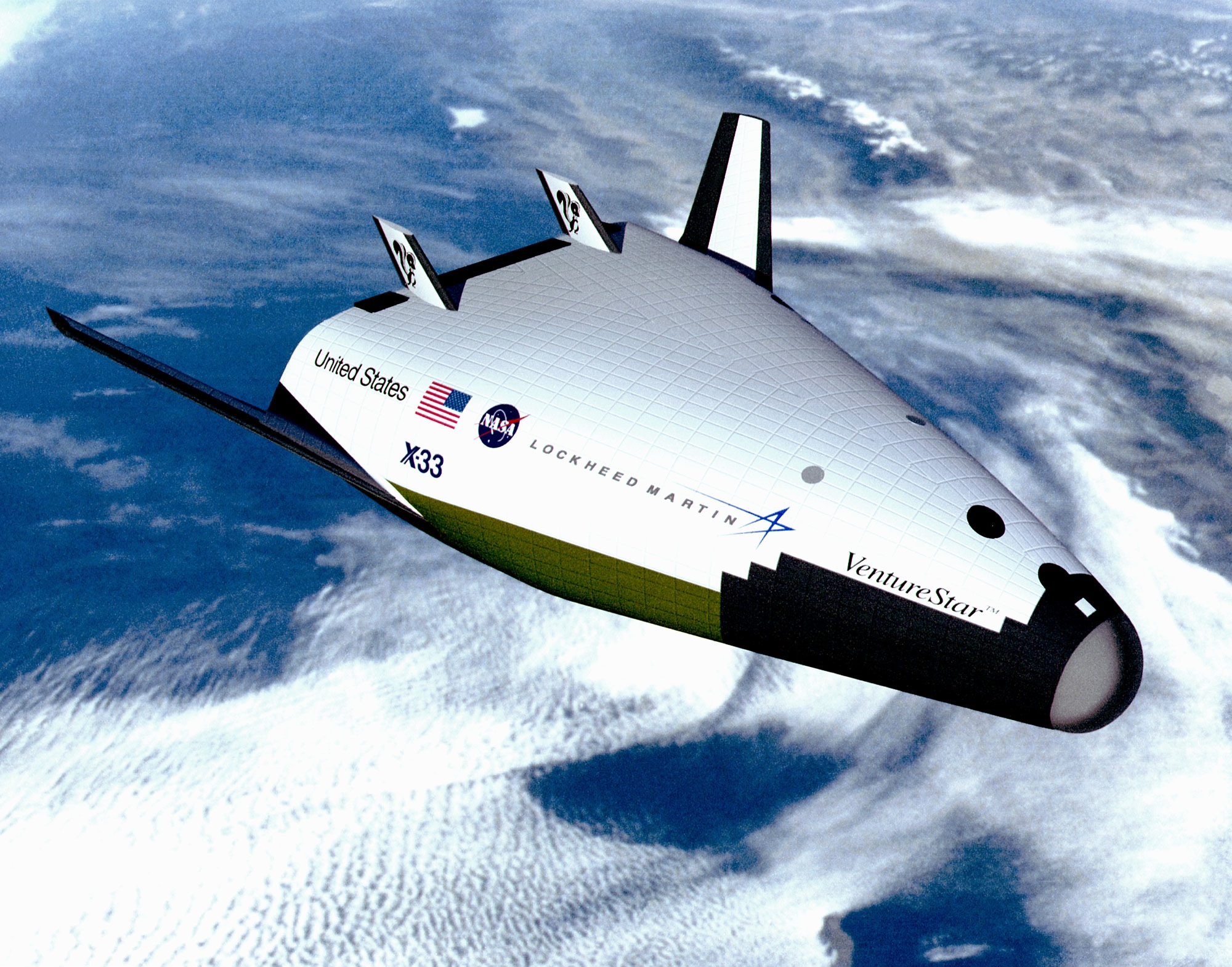
Lockheed Martin VentureStar

Mais tarde, grandes empreiteiros de defesa começaram a desenvolver e operar sistemas de lançamento espacial, derivados de foguetes do governo. Voo espacial privado na órbita da Terra inclui satélites de comunicações, televisão por satélite, rádio por satélite, transporte astronauta e sub-orbital e orbital turismo espacial. Nos Estados Unidos, a FAA criou uma nova certificação chamada Commercial Astronaut, uma nova profissão.
Na década de 2000, os empreendedores começaram a projetar - e na década de 2010, a implantar - sistemas espaciais competitivos com os sistemas governamentais das primeiras décadas da era espacial.:7 Essas novas ofertas trouxeram uma concorrência significativa no mercado de serviços de lançamento espacial após 2010 que não existia anteriormente, principalmente por meio da redução do custo de lançamento espacial e da disponibilidade de mais capacidade de lançamento espacial.
As realizações de voos espaciais privados até o momento incluem voar em aviões espaciais suborbitais (SpaceShipOne e SpaceShipTwo), lançar foguetes orbitais, voar em dois módulos de teste expansíveis orbitais (Genesis I e II) e lançar astronautas à Estação Espacial Internacional (International Space Station (ISS)).
Os voos espaciais privados planejados além da órbita da Terra incluem voos espaciais pessoais ao redor da lua. Dois protótipos de habitat orbital privado já estão na órbita da Terra, com versões maiores a seguir. Voos espaciais privados planejados além da órbita da Terra incluem protótipos de navegação solar (LightSail-3).

## História do transporte espacial comercial
Durante o período principal dos voos espaciais em meados do século XX, apenas os estados-nação se desenvolveram e voaram com espaçonaves acima da linha Kármán, a fronteira nominal do espaço. As entidades privadas e corporações serviram principalmente como contratantes de organizações governamentais.
Tanto o programa espacial civil dos EUA e programa espacial soviético foram operados com os pilotos, principalmente militares como astronautas. Durante este período, nenhum lançamento comercial estava disponível para operadores privados, e nenhuma organização privada foi capaz de oferecer lançamentos espaciais. Eventualmente, as organizações privadas foram capazes de oferecer e comprar lançamentos espaciais, iniciando assim o período de voos espaciais privados.
A primeira fase da operação espacial privada foi o lançamento dos primeiros satélites comerciais de comunicações. A Lei dos Satélites de Comunicações dos Estados Unidos de 1962 permitiu que consórcios comerciais possuíssem e operassem seus próprios satélites, embora estes ainda fossem implantados em veículos de lançamento estatais.
Em 1980, a Agência Espacial Europeia criou a Arianespace, uma empresa a ser operada comercialmente após o hardware inicial e as instalações de lançamento serem desenvolvidas com financiamento do governo. Arianespace lançou vários satélites como uma entidade comercial.
A história do transporte espacial privado completo inclui os primeiros esforços da empresa alemã OTRAG no século XX. Fundada em 1975 como a primeira empresa privada a tentar lançar uma espaçonave privada, testes de seu foguete OTRAG começaram em 1977. A história também cobre vários sistemas de lançamento orbitais e suborbitais modernos no século XXI. Os projetos de voos espaciais comerciais mais recentes incluem os voos suborbitais da Virgin Galactic e Blue Origin, os voos orbitais da SpaceX e outros participantes COTS.
O desenvolvimento de alternativas aos serviços de lançamento espacial fornecidos pelo governo começou para valer nos anos 2000. Interesses privados começaram a financiar programas de desenvolvimento limitados, mas o governo dos Estados Unidos posteriormente patrocinou uma série de programas para incentivar e encorajar empresas privadas a começar a oferecer serviços de transporte espacial de carga e, posteriormente, para tripulação.
Os preços mais baixos para os serviços de lançamento após 2010 e os preços publicados para os serviços de lançamento padrão geraram uma concorrência significativa no mercado de lançamentos espaciais que não existia anteriormente. Em 2012, uma empresa privada começou a transportar cargas de e para a Estação Espacial Internacional, enquanto uma segunda empresa privada estava programada para começar a fazer entregas em 2013, dando início a um tempo de entrega regular de carga espacial privada e retorno da instalação espacial de propriedade do governo em órbita baixa da Terra (LEO). Neste novo paradigma para o transporte de carga LEO, o governo contrata e paga por serviços de carga em veículos espaciais desenvolvidos substancialmente de forma privada, em vez de o governo operar cada um dos veículos de carga e sistemas de entrega de carga. A partir de 2013, há uma mistura de veículos de reabastecimento privados e governamentais sendo usados para a ISS, como os veículos Soyuz e Progress da Rússia e o ATV da Agência Espacial Europeia (ESA) (até 2014) e o Kounotori japonês (até 2021). em operação após a retirada de 2011 do ônibus espacial dos EUA.
Em junho de 2013, o jornal britânico The Independent afirmou que "a corrida espacial está voltando à vida, e não são instituições massivas como a NASA que estão em jogo. A velha visão de que o voo espacial humano é tão complexo, difícil e caro que só enormes agências governamentais podem esperar realizá-lo, o que está sendo desmentido por uma nova geração de corsários espaciais extravagantes, que planejam enviar humanos para além da órbita da Terra pela primeira vez desde 1972", observando particularmente os projetos em andamento pela Mars One, Inspiration Mars Foundation, Bigelow Aerospace and SpaceX.